# Amar Bukvić
Amar Bukvić (Zagreb, 10. lipnja 1981.) je hrvatski kazališni, televizijski i filmski glumac bošnjačkog podrijetla. Sin je hrvatskog i bosanskog glumca, dramatičara i scenarista Amira Bukvića i brat Aide Bukvić redateljice i izvanredne profesorice na Akademiji dramske umjetnosti u Zagrebu.
Na Akademiji dramskih umjetnosti u Zagrebu diplomirao je 2006. godine. Član je ansambla Kazališta Gavella od 2011. godine.

## Filmografija

### Televizijske uloge
- "Zabranjena ljubav" kao Roni (2005.)
- "Bumerang" kao mafijaš (2005.)
- "Bitange i princeze" kao Vjeran (2007.)
- "Operacija Kajman" kao zlikovac #1 (2007.)
- "Ponos Ratkajevih" kao Vilko Orešković (2007. – 2008.)
- "Zakon ljubavi" kao Vojin (2008.)
- "Sve će biti dobro" kao Bruno Peleški (2008. – 2009.)
- "Moja 3 zida" kao Amar (2009.)
- "Bibin svijet" kao Milivoj Babić (2006. – 2011.)
- "Stipe u gostima" kao snimatelj (2010.)
- "Najbolje godine" kao Tomo Hajduk (2009. – 2011.)
- "Počivali u miru" kao posjetitelj (2013.)
- "Stella" kao Martin (2013.)
- "Zora dubrovačka" kao Boris Pavela (2013. – 2014.)
- "Vatre ivanjske" kao Leon (2015.)
- "Horvatovi" kao Filip Bukvić (2015.)
- "Božićni ustanak" kao Charles (2016.)
- "Prava žena" kao Aljoša Marić (2016. – 2017.)
- "Na granici" kao Domagoj Štiglić (2018.)
- "U dobru i zlu" kao primarijus Bratoš (2024. – danas)

### Filmske uloge
- "Svjedoci" kao zarobljenik (2003.)
- "Pjevajte nešto ljubavno" kao Draško (2007.)
- "The Show Must Go On" kao Albin (2010.)
- "Fleke" kao taksist Žac (2011.)
- "Eyjafjallajökull kao Policajac u zračnoj luci u Ljubljani (2013.)
- "I vani si" kao Vedran (2016.)
- "Hitman's Wife's Bodyguard" kao zaštitar (2021.)

### Kazališne uloge
- Elvis Bošnjak: Nosi nas rijeka, 2011.
- Marin Držić: Dundo Maroje, 2011.
- Dubravko Mihanović: Prolazi sve, 2012.
- Jean Anouilh: Antigona, 2012.
- Roland Schimmelpfennig: Push Up 1-3, 2013.
- Autorski projekt A. Tomić i J. Kovačić: My Little Corner of the World, 2014.
- Miroslav Krleža: Hrvatski bog Mars, 2014.
- William Shakespeare: Romeo i Giulietta: 2014.
- William Shakespeare: Othello, 2015.

### Sinkronizacija
- "Johnny Test" kao Hugh Test
- "Pepeljuga" (2005.)
- "A.T.O.M." kao Zack Sokol (2005.)
- "Gnomeo i Julija" kao Gnomeo (2011.)
- "Pčelica Maja" kao Hank (2014.)
- "Tarzan 3D" kao Tarzan (2014.)
- "Mini heroji" kao Čudotvorac (2020.)
- "Crvencipelica i 7 patuljaka" kao Arthur (2020.)
- "Veliki crveni pas Clifford" kao šef policije Watkins (2021.)
- "Loši momci" kao Vuk (2022.)

## Nagrade
| Projekat                         | Nagrade |
| Predstava Kako misliš mene nema? | - Amar Bukvić i Filip Juričić - dobitnici ravnopravnih glumačkih nagrada Zlatni smijeh na 31. Danima satire, Zagreb 2007. - Amar Bukvić i Filip Juričić - nagrada za najbolje glumce 8. međunarodnog festivala komornog teatra Zlatni lav, Umag 2007. - Amar Bukvić i Filip Juričić - Velika mostarska liska za najboljeg glumca - Amar Bukvić i Filip Juričić - jednoglasna specijalna nagrada žirija za inventivnost i maštovitost u razradi likova i odličan primjer angažiranog teatra - Banja Luka 2009. |
| Nagrada hrvatskog glumišta       | - Nagrada hrvatskog glumišta 2007. za izuzetno ostvarenje mladih umjetnika do 28 godina - Nagrada Marul za najbolju mušku ulogu na festivalu Marulićevi dani - Nagrada Fabijan Šovagović za najbolju mušku ulogu na Festivalu glumca - Nagrada Najhistrion |

## Vanjske poveznice
- Amar Bukvić u internetskoj bazi filmova IMDb-u (engl.)